# Gāv Māst
Gāv Māst (persiska: گاو ماست) är en ort i Iran.   Den ligger i provinsen Gilan, i den norra delen av landet, 170 km nordväst om huvudstaden Teheran. Gāv Māst ligger 29 meter över havet och antalet invånare är 436.
Terrängen runt Gāv Māst är varierad.Runt Gāv Māst är det ganska tätbefolkat, med 134 invånare per kvadratkilometer. Närmaste större samhälle är Rūdsar, 17,1 km nordväst om Gāv Māst. I omgivningarna runt Gāv Māst växer i huvudsak blandskog.